# Капитано (Козенца)
Капитано је насеље у Италији у округу Козенца, региону Калабрија.
Према процени из 2011. у насељу је живело 579 становника. Насеље се налази на надморској висини од 269 м.